# Carlo Archinto

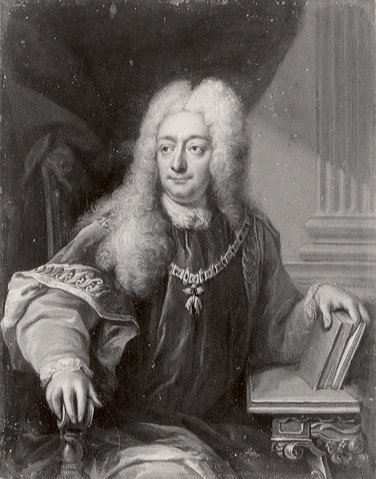
Carlo Archinto im Ornat des Ordens vom Goldenen Vlies

Carlo Archinto, auch Karl Archinto, Grande von Spanien, Ritter des Ordens vom Goldenen Vlies, Reichsgraf, Marchese di Parona, Conte di Tainate (* 30. Juli 1670 in Mailand; † 17. Dezember 1732 ebenda) war ein italienischer Adliger und Staatsmann.

## Leben

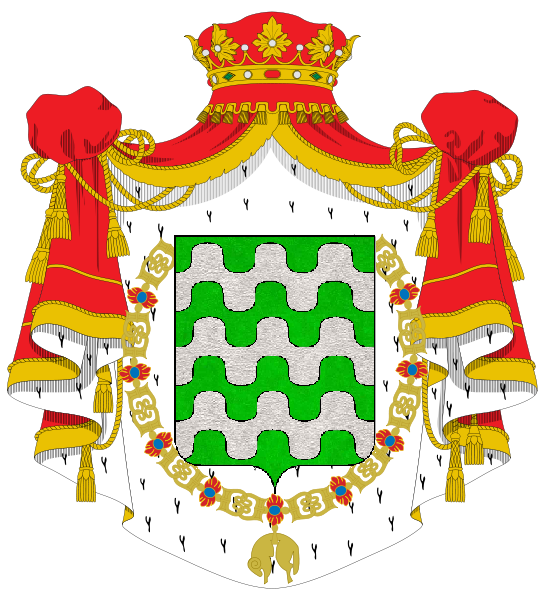
Wappen des Marchese Carlo Archinto di Parona, mit Orden vom Goldenen Vlies

Carlo Archinto entstammte einem angesehenen alten lombardischen Geschlecht, das mehrere um ihr Vaterland Verdiente herausgebracht hat. In der Heimatstadt vorgebildet, bezog er die Universität Ingolstadt. Danach bildete er sich auf der für junge Adelige obligatorischen Grand Tour fort.
Nach der Reisezeit gründete er die Gesellschaft für Naturwissenschaften zur Förderung der Wissenschaften in Italien. Der Gesellschaft stiftete er Instrumente für Mathematik und Physik. Außerdem tat er sich als Arzt hervor, weshalb ihm die Leitung des Ospedale Maggiore in Mailand oblag.
Als der italienische Gelehrte und Geistliche Lodovico Antonio Muratori gewisse Bücher aus italienischen Bibliotheken sammelte und diese Funde veröffentlichen wollte, verbündete er sich mit Archinto und Donato Silva. Daraus entstand die Società Palatina, die bald von weiteren Adligen gefördert wurde. Die Herausgabe des Werkes planend, bat Archinto, der mit dem Wiener kaiserlichen Hof verkehrte, Karl VI., ihr Projekt möge nicht zensiert werden. Schließlich errichtete die Società eine eigene Druckerei und veröffentlichte kostbare Werke, unterstützt durch Filippo Argelati.
Archinto wirkte in Mailand in verschiedenen öffentlichen Ämtern. Kaiser Leopold I. ernannte ihn zum Kammerherrn. Er war Ritter des Ordens vom Goldenen Vlies und Grande von Spanien.
Veröffentlicht wurden Archintos Anmerkungen zu den Büchern 3 bis 5 der Chronik des Arnulf von Mailand in Band IV der Rerum Italicarum Scriptores. Von seinen handschriftlichen Werken, die Argelati verzeichnet hat, ist nichts erhalten.
Archintos Sohn Philipp folgte in die Ämter seines Vaters und starb im September 1751; sein zweiter Sohn Alberico Archinto wurde später katholischer Kardinal.
Seine Tochter Maria (1696–1762) heiratete 1714 Generalleutnant Carlo Giorgio  Clerici (Karl Georg von Clerici; 1696–1717). Er starb 1717 in der Schlacht bei Belgrad.

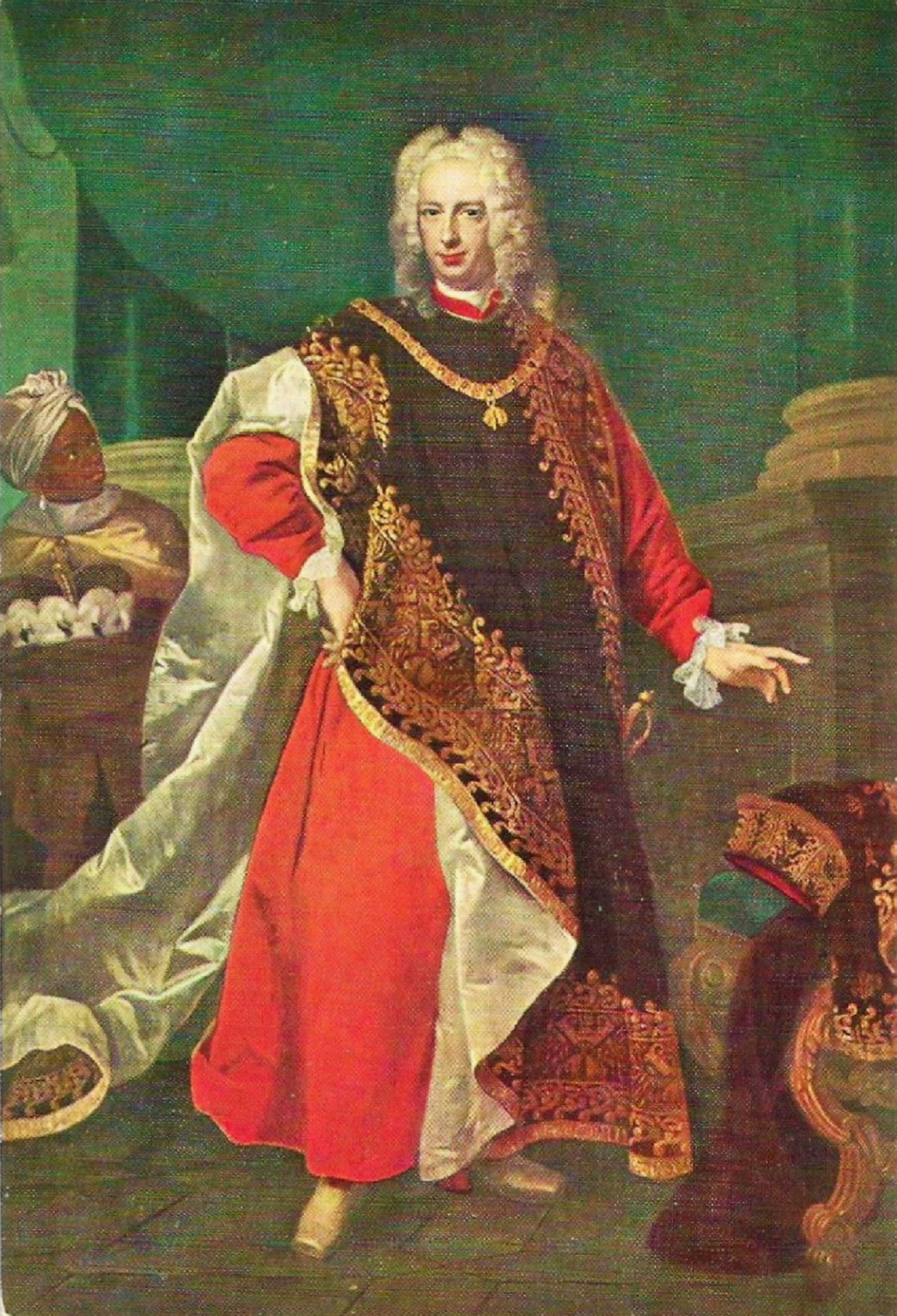
Archintos Schwiegersohn, Fürst Antonio Tolomeo Gallio Trivulzio, im Ornat des Ordens vom Goldenen Vlies

Tochter Maria, 1717 verwitwet, heiratete 1718 den Fürsten Antonio Ptolomeo Trivulzio (Antonio Tolomeo Gallio Trivulzio; 1692–1767) heiratete, Nachfolger des Fürsten Antonio Teodoro Trivulzio. Ihrer ersten Ehe entstammte Archintos Enkel, der Marchese und Feldherr Anton Georg von Clerici.